# The Hurt Locker
The Hurt Locker (tựa tiếng Việt: Chiến dịch sói sa mạc) là một bộ phim giật gân chiến tranh năm 2008 của Mỹ, do Kathryn Bigelow đạo diễn và Mark Boal biên kịch. Phim có sự tham gia diễn xuất của Jeremy Renner, Anthony Mackie, Brian Geraghty, Christian Camargo, Ralph Fiennes, David Morse, Guy Pearce, J.J. Kandel và Ryan Tramont. Tác phẩm theo chân một đội xử lý bom mìn trong Chiến tranh Iraq đang là mục tiêu của quân nổi dậy khi phải đối mặt với những quả bom, bẫy mìn điều khiển từ xa và trận địa phục kích, cũng như khắc họa những suy nghĩ nội tâm của họ giữa cuộc sống khắc nghiệt nơi chiến trường mưa bom bão đạn. Boal đã sử dụng những kinh nghiệm của mình khi làm nhiệm vụ truyền thông tác chiến để viết kịch bản.
The Hurt Locker ra mắt lần đầu tại Liên hoan phim Quốc tế Venezia lần thứ 65 2008 trước khi được phát hành tại Hoa Kỳ vào ngày 26 tháng 6 năm 2009 bởi Summit Entertainment. Bộ phim gần như nhận được sự tán dương tuyệt đối từ các nhà phê bình, ca ngợi khâu chỉ đạo của Bigelow, diễn xuất của Renner, kịch bản và các phân cảnh hành động. The Hurt Locker được xướng tên tại giải Oscar với chín đề cử và đem về sáu giải, trong đó có Phim hay nhất, Đạo diễn xuất sắc nhất và Kịch bản gốc xuất sắc nhất. Đây vẫn là bộ phim duy nhất của một nữ đạo diễn giành chiến thắng hạng mục Phim hay nhất. Tác phẩm đã thu về 49,2 triệu USD trên toàn thế giới, so với kinh phí bỏ ra là 15 triệu USD.

## Nội dung
Năm 2004, Trung sĩ nhất William James trở thành đội trưởng mới của đơn vị Xử lý Vật liệu Nổ (EOD) thuộc Lục quân Hoa Kỳ trong Chiến tranh Iraq. Anh đến để thay thế cho Trung sĩ Matthew Thompson, người đã bị giết bởi một thiết bị nổ tự tạo (IED) ở Bagdad. Đội của anh bao gồm Trung sĩ J. T. Sanborn và Chuyên viên Owen Eldridge.
James thường được một cậu bé Iraq có biệt danh "Beckham" tiếp cận, tìm cách bán đĩa DVD. James thách thức Beckham trong trò đá bóng và rất thích cậu ta.
Sanborn và Eldridge bắt đầu để ý đến phương pháp xử lý và thái độ thiếu thận trọng của James, làm cho tình hình cả nhóm trở nên căng thẳng. Khi họ được giao nhiệm vụ phá hủy chất nổ, James quay lại nơi phát nổ để lấy găng tay của mình. Sanborn công khai ý định giết anh bằng cách "vô tình" kích hoạt chất nổ, khiến Eldridge khó chịu. Tuy nhiên, không có gì xảy ra cả, và căng thẳng thì vẫn tiếp tục leo thang.
Khi quay trở lại Trại Victory trên chiếc Humvee, cả đội bắt gặp 5 người đàn ông trang bị vũ khí gần chiếc Ford Excursion bị xẹp lốp. Đội của James chạm trán với thủ lĩnh của họ, người tiết lộ rằng họ là các nhà thầu quân sự tư nhân và lính đánh thuê Anh. Họ đã bắt được hai tù nhân có mặt trong danh sách những tên tội phạm Iraq bị truy nã gắt gao nhất. Ngay sau đó, mọi người bị những tên khủng bố phục kích bằng súng bắn tỉa; khi các tù nhân cố gắng tẩu thoát, thủ lĩnh của nhóm lính đánh thuê đã bắn chúng, vì khi sống hay chết thì chúng vẫn đều có giá trị. Những tay lính bắn tỉa của kẻ địch giết chết ba lính đánh thuê, bao gồm cả thủ lĩnh của họ. Sanborn và James mượn súng rồi tiêu diệt ba kẻ tấn công, trong khi Eldridge thì hạ gục tên thứ tư đang định đánh úp họ.
Trong cuộc đột kích vào một nhà kho, James tìm thấy một thi thể mà anh đinh ninh là Beckham, trong đó một quả bom đã được cấy vào người cậu bé. Trong quá trình sơ tán, Trung tá John Cambridge, bác sĩ tâm thần của trại và là bạn của Eldridge, thiệt mạng trong một vụ nổ; điều đó làm cho Eldridge vô cùng ân hận và luôn tự trách cứ bản thân. Sau đó, James đột nhập vào nhà của một giáo sư người Iraq hòng tìm cách trả thù cho Beckham, nhưng vẫn không thu được kết quả gì.
Một chiếc xe chở xăng dầu bỗng nhiên phát nổ và gây thương vong cho nhiều người, nên James quyết định truy lùng những kẻ chịu trách nhiệm cho việc này, và đoán rằng bọn chúng vẫn đang lảng vảng ở gần đó. Sanborn phản đối, nhưng khi James bắt đầu truy đuổi những kẻ nổi dậy, anh và Eldridge miễn cưỡng theo sau. Sau khi họ tách ra, thì phe nổi dậy bắt Eldridge đi. James và Sanborn giải cứu anh ấy, nhưng một trong những viên đạn mà James bắn vô tình găm vào chân Eldridge. Sáng hôm sau, James được Beckham đến gặp, người mà James tin rằng đã chết, và anh lặng lẽ đi ngang qua cậu bé. Trước khi được đưa lên máy bay để phẫu thuật, Eldridge giận dữ đổ lỗi cho James vì đã gây ra thương tích cho anh ấy.
Đơn vị của James và Sanborn được gọi đến một nhiệm vụ khác trong hai ngày nghĩa vụ cuối cùng. Một thường dân Iraq vô tội đã bị buộc một chiếc áo chứa bom vào ngực. James cố gắng cắt các ổ khóa để cởi áo ra, nhưng điều đó là bất khả thi vì có quá nhiều ổ khóa ở trên người anh ta. Khi tình thế trở nên nguy cấp, James đành cắn răng bỏ chạy trước khi quả bom phát nổ, giết chết người đàn ông. Sanborn đau khổ trước cái chết của anh ấy. Viên trung sĩ thú nhận với James rằng anh không còn khả năng đối mặt được với áp lực được nữa và muốn trở về nhà để sinh con trai.
Sau khi thời hạn nghĩa vụ của Đại đội Bravo kết thúc, James quay lại với vợ cũ Connie cùng đứa con trai mới sinh của họ. Tuy nhiên, anh lại cảm thấy nhàm chán với cuộc sống của thường dân. James thú nhận với con trai rằng anh chỉ xác định được thứ duy nhất chiếm được cảm tình của mình. Một thời gian sau, James quay trở lại chiến trường Iraq và quyết định dấn thân vào cuộc hành trình mới, đầy cam go và nguy hiểm, đúng với câu nói ở đầu phim: "Chiến tranh là một thứ gây nghiện... bởi vì nó chính là thuốc phiện".

## Diễn viên
- Jeremy Renner vai Trung sĩ nhất William James
- Anthony Mackie vai Trung sĩ J. T. Sanborn
- Brian Geraghty vai Chuyên viên Owen Eldridge
- Guy Pearce vai Trung sĩ Matthew Thompson
- Christian Camargo vai Trung tá John Cambridge
- David Morse vai Đại tá Reed
- Ralph Fiennes vai thủ lĩnh của đội Nhà thầu quân sự tư nhân
- Evangeline Lilly vai Connie James
- Christopher Sayegh vai Beckham
- Malcolm Barrett vai Trung sĩ Foster
- Sam Spruell vai Thầu khoán Charlie

## Sản xuất
Bộ phim kinh phí thấp được sản xuất và đạo diễn độc lập bởi Kathryn Bigelow, với phần kịch bản được viết bởi Mark Boal, một nhà văn tự do từng gia nhập một đội EOD thuộc Quân đội Hoa Kỳ ở Iraq trong vai trò một nhà báo vào năm 2004.
The Hurt Locker được công chiếu lần đầu tại Liên hoan phim Venezia ở Ý năm 2008. Sau khi được trình chiếu tại Liên hoan phim quốc tế Toronto, tác phẩm được Summit Entertainment chọn để phân phối tại Hoa Kỳ. Vào tháng 5 năm 2009, đây là bộ phim bế mạc được chọn để chiếu tại Liên hoan phim Maryland. The Hurt Locker ra mắt tại Hoa Kỳ vào ngày 26 tháng 6 năm 2009, trước khi được phát hành rộng rãi vào ngày 24 tháng 7 năm 2009.
Vì không được phát hành tại Hoa Kỳ cho đến năm 2009, nên phim chỉ đủ điều kiện để tranh Giải Oscar vào năm sau và được đề cử ở chín hạng mục. Mặc dù chưa thu được đủ vốn vào thời điểm diễn ra buổi lễ, nhưng tác phẩm đã giành được sáu giải Oscar, trong đó có Phim hay nhất, Đạo diễn xuất sắc nhất cho Bigelow (nữ đạo diễn đầu tiên làm được điều này), cũng như Kịch bản gốc xuất sắc nhất cho Boal.

### Kịch bản
The Hurt Locker dựa trên lời kể của Mark Boal, một nhà báo tự do và đã gia nhập một đội gỡ bom của Mỹ trong cuộc chiến ở Iraq vào năm 2004 (trong vòng 2 tuần). Đạo diễn Kathryn Bigelow đã quen thuộc với công việc của Boal trước khi trải nghiệm điều đó, và đã chuyển thể một trong những bài báo trên tạp chí Playboy của anh  thành loạt phim truyền hình ngắn hạn The Inside vào năm 2002. Khi Boal gia nhập vào đội, anh đã đi cùng thành viên của nhóm từ 10 đến 15 lần mỗi ngày để thăm dò, đồng thời giữ liên lạc với Bigelow qua email về những trải nghiệm của anh. Boal đã tận dụng kinh nghiệm của mình để làm nền tảng cho một bộ phim truyền hình hư cấu dựa trên những sự kiện có thật. Boal nhận định về mục tiêu của bộ phim, "Ý tưởng rằng đây là bộ phim đầu tiên về Chiến tranh Iraq có mục đích thể hiện trải nghiệm của những người lính. Chúng tôi muốn khắc họa những điều mà những người lính phải trải qua mà bạn không thể thấy trên CNN, và ý tôi không phải là theo cái cách mưu đồ kiểm duyệt. Chỉ đơn giản là giới truyền thông không thực sự đưa các nhiếp ảnh gia vào những đơn vị ưu tú như này." Bigelow tỏ ra thích thú với việc khám phá "tâm lý đằng sau loại người tình nguyện nhảy bổ vô cuộc xung đột này và sau đó, nhờ năng khiếu của [mình] mà họ được chọn và trao cơ hội để giải trừ bom, rồi đi về hướng mà những người khác cố chạy thoát khỏi nó."
Khi làm việc với Boal vào năm 2005 để thực hiện kịch bản, ban đầu có tựa đề là The Something Jacket, Bigelow đã lập ra một số bảng phân cảnh sơ bộ, thô sơ để có được ý tưởng về địa điểm cụ thể cần thiết. Phương thức giải trừ bom cần phải có khu vực thực hiện. Cô muốn làm cho bộ phim chân thực nhất có thể và "đưa khán giả vào chiếc Humvee, hòa mình vào trải nghiệm của những người lính nơi chiến địa."

### Tuyển vai
Đối với những nhân vật chính, Bigelow đã đưa ra quan điểm về việc tuyển chọn những diễn viên tương đối vô danh: "Nó nhấn mạnh sự căng thẳng vì thiếu đi sự quen thuộc, đồng thời mang lại cảm giác khó lường." Nhân vật của Renner, Trung sĩ William James, là một nhân vật lai tạp, có những phẩm chất dựa trên những cá nhân mà nhà biên kịch Boal biết khi gia nhập vào đội phá bom. Bigelow đã chọn Renner dựa trên tác phẩm Dahmer của nam diễn viên, một bộ phim về Jeffrey Dahmer, kẻ giết người hàng loạt khét tiếng chuyên nhắm vào các bé trai. Để chuẩn bị cho vai diễn, Renner đã dành ra một tuần để sống và huấn luyện tại Fort Irwin, một khu chuyên dụng của quân đội Hoa Kỳ trên sa mạc Mojave ở California. Anh được dạy cách sử dụng chất nổ C4, học cách chế tạo các thiết bị nổ tự tạo an toàn, cũng như cách mặc bộ đồ chống bom.
Mackie thủ vai Trung sĩ J. T. Sanborn. Khi mô tả về trải nghiệm quay phim ở Jordan vào mùa hè, anh nói, "Nó rất nóng và chúng tôi rất dễ bị kích động. Nhưng bộ phim đó giống như một vở kịch. Chúng tôi thực sự quan tâm đến nhau, và đó là một trải nghiệm đẹp đẽ. Điều đó làm tôi tin tưởng vào phim ảnh."
Có vài trăm nghìn người tị nạn Iraq sống ở Jordan. Bigelow tuyển chọn những người tị nạn được đào tạo bài bản về sân khấu, chẳng hạn như Suhail Aldabbach. Anh vào vai người đàn ông vô tội bị sử dụng làm kẻ đánh bom liều chết ở cuối phim.

### Quay phim
The Hurt Locker được quay tại Jordan, cách biên giới Iraq không quá vài dặm, nhằm đạt được tính chính xác như mong muốn của Bigelow. Những người tị nạn Iraq được sử dụng để đóng những vai phụ và dàn diễn viên đã làm việc trong cái nóng gay gắt của Trung Đông. Các nhà làm phim đã tìm kiếm các địa điểm ở Maroc, nhưng đạo diễn Kathryn Bigelow lại cảm thấy những thành phố của quốc gia đó không giống như Baghdad. Một vài khu vực chỉ cách biên giới Iraq ít hơn ba dặm. Ngoài ra, bà muốn đến càng gần vùng chiến sự càng tốt. Nữ đạo diễn muốn ghi hình bộ phim ở Iraq, nhưng đội ngũ an ninh sản xuất không thể đảm bảo an toàn cho họ trước những tay lính bắn tỉa.
Quá trình quay phim chính bắt đầu vào tháng 7 năm 2007 tại Jordan và Kuwait. Nhiệt độ trung bình là 120 °F (49 °C) trong 44 ngày thu hình. Thường thì có bốn hoặc nhiều đội quay phim bấm máy cùng một lúc, với kết quả thu về là các đoạn phim có thời lượng gần 200 tiếng. Nhà sản xuất Greg Shapiro khi nói về những lo ngại về an ninh khi quay phim ở Jordan, cho rằng "Thật thú vị khi nói với mọi người rằng chúng tôi sẽ thực hiện bộ phim ở Jordan, vì câu đầu tiên mà mọi người hỏi là về tình hình an ninh ở nơi đây."
Quyết định quay phim ở Vương quốc Jordan của nữ đạo diễn đã vấp phải chỉ trích. Trong cuộc bàn luận, Bigelow nhận thấy rằng dàn diễn viên và đoàn làm phim của bà có chung định kiến về khu vực với cái nhìn từ nền văn hóa ở Mỹ. "Thật đáng buồn thay, những người ở Mỹ và Los Angeles lại có những nhận thức như vậy", bà nói. "Nhưng một khi bạn bước xuống máy bay, bạn sẽ nhận ra rằng nó giống như Manhattan vậy, nhưng lại không có cây cối." Bigelow tiếp tục nói. Khi Iraq trở thành đề tài bàn tán sôi nổi trong các cuộc bàn luận ở Mỹ và trên toàn thế giới, thì Bigelow tin rằng các nhà làm phim sẽ tiếp tục khám phá cuộc xung đột, biến Jordan trở thành địa điểm tự nhiên để quay phim.

Theo nhà sản xuất Tony Mark, máu, mồ hôi và nhiệt thu trên ống kính trong quá trình sản xuất được phản chiếu ở hậu trường. 
"Đó là một bộ phim khó khăn, về một đề tài khó khăn, thực sự rất khó khăn", Mark nói trong một cuộc phỏng vấn, "Có một cảm giác căng thẳng hiện hữu trong suốt hậu trường quay phim. Nó giống như câu chuyện về ba chàng trai đấu đá lẫn nhau trên màn ảnh, nhưng một khi đến thời khắc làm việc với nhau, họ lại cùng nhau hoàn thành nó."
Renner nhớ lại, "Thức ăn tôi có sâu bọ ở trong trỏng. Sau đó tôi bị ngộ độc thực phẩm và sụt 15 lb trong ba ngày". Ngoài cái nóng khủng khiếp ra, nam diễn viên còn phải mặc bộ đồ chống bom nặng 80–100 lb (36–45 kg) cả ngày trời. Trong một cảnh quay mà nhân vật của Renner bế một cậu bé người Iraq đã chết, Renner đã ngã xuống cầu thang và bị trẹo mắt cá chân, điều này khiến quá trình quay phim bị trì hoãn vì anh không thể đi lại được. Tại thời điểm đó, "mọi người đều muốn nghỉ việc. Tất cả các nhân viên đang vật lộn để hoàn thành công việc của mình, không ai giao tiếp với nhau". Một tuần sau, việc quay phim lại tiếp tục.
Nhà sản xuất Tony Mark nhớ lại khi nhà chế tạo áo giáp David Fencl kết thúc ngày làm việc 12 tiếng ròng. Anh nhận thấy rằng mình phải thức cả đêm để chế tạo loại đạn thích hợp cho một khẩu súng bắn tỉa, vì nguồn cung không qua được khâu hải quan của Jordan kịp lúc cho buổi bắn súng. Do đạo luật hạn chế nhập khẩu đối với đạo cụ quân sự, nên nghệ sĩ hiệu ứng đặc biệt Richard Stutsman của phim đã sử dụng pháo hoa của Trung Quốc để làm thuốc súng. Một ngày nọ, anh ta đang lắp ráp một đạo cụ, và sức nóng cộng với ma sát đã khiến pháo hoa nổ ngay trước mặt anh. Hai ngày sau, Richard quay trở lại làm việc tiếp. Buổi thu hình có ít đặc quyền thông thường của Hollywood; không ai trên phim trường có máy điều hòa hoặc phòng tắm riêng. Renner nói rằng mọi người đã thực hiện một cách cẩn thận, tỉ mỉ để đảm bảo tính chân thực của bộ phim. Theo Renner, việc ghi hình ở Trung Đông đã góp phần vào việc này. Renner cho biết: "Có những khúc gỗ nhỏ có đinh rơi từ các tòa nhà hai tầng xuống rồi đập vào mũ bảo hiểm của tôi, và họ bắt đầu ném đá... Chúng tôi đã bị bắn vài phát trong lúc quay phim", Renner nói. "Khi bạn chứng kiến cảnh đó, bạn sẽ cảm thấy tựa như bạn thực sự đang ở trong cuộc chiến."
"Bạn không thể làm giả được sức nóng như vậy", Mackie nói và bổ sung thêm, "Khi bạn ở phim trường và tất cả những vai phụ đều là dân tị nạn Iraq, thì điều đó sẽ thực sự truyền tải đến bộ phim mà bạn đang thực hiện. Khi bạn bắt đầu nghe những câu chuyện từ góc độ có thật... của những người đã thực sự ở đó, nó sẽ cho bạn một quan điểm rõ ràng về vị trí của một nghệ sĩ và câu chuyện bạn muốn kể. Đó là một trải nghiệm tuyệt vời khi ở đó."

### Kỹ thuật quay phim
Đối với bộ phim, Bigelow đã tìm cách đưa khán giả "đắm chìm vào một thứ gì đó thô sơ, tức thời và theo bản năng". Vì ấn tượng với thành phẩm của nhà quay phim Barry Ackroyd là United 93 và The Wind That Shakes the Barley, Bigelow đã mời anh làm việc cho bộ phim của bà. Trong lúc bộ phim được sản xuất độc lập và quay với kinh phí thấp, Bigelow đã sử dụng bốn máy ảnh Super 16 mm để ghi lại nhiều góc hình, cho rằng:
"Đó là cách mà chúng tôi trải nghiệm thực tế, bằng cách nhìn vào thế giới vi mô và thế giới vĩ mô cùng lúc. Mắt người khác với ống kính, nhưng với nhiều tiêu cự và phong cách biên tập rắn chắc, ống kính có thể cho bạn thấy được góc nhìn thu nhỏ về thế giới vi mô/vĩ mô, và điều đó sẽ làm cho bạn chìm đắm hoàn toàn."

Khi dàn dựng các phân cảnh hành động của tác phẩm, Bigelow không muốn đánh mất cảm giác về địa lý và đã sử dụng nhiều máy quay để cho phép bà "nhìn vào bất kỳ bộ phận cụ thể nào từ mọi góc độ khả thi."

### Biên tập
The Hurt Locker được chỉnh sửa bởi Chris Innis và Bob Murawski. Hai biên tập viên đã làm việc với gần 200 tiếng cảnh quay từ nhiều máy quay cầm tay được sử dụng trong quá trình ghi hình. Để gieo rắc thêm sự thách thức, kịch bản của Boal có một cấu trúc nhiều hồi, phi truyền thống, bất cân xứng. Không có "nhân vật phản diện" truyền thống, căng thẳng bắt nguồn từ mâu thuẫn nội tâm của các nhân vật và sự hồi hộp đến từ chất nổ cùng những tên lính bắn tỉa.
Tác phẩm này giống như một bộ phim kinh dị mà bạn không thể nhìn thấy kẻ giết người", Innis nói "Bạn biết một quả bom có thể nổ bất cứ lúc nào, nhưng bạn không bao giờ biết khi nào nó sẽ xảy ra, vì vậy ý tưởng của [ Alfred ] Hitchcock — về việc khiến khán giả của bạn lo lắng — đã ảnh hưởng đến chúng tôi khi chúng tôi thực hiện việc chỉnh sửa."
Đoạn phim thô được mô tả là một "đoạn chuyển động ngắt đoạn, gây buồn nôn và liên tục vượt qua ranh giới 180 độ".
Innis đã dành tám tuần đầu tiên để chỉnh sửa bộ phim tại địa điểm ở Jordan, trước khi quay trở lại Los Angeles, nơi bà gặp gỡ Murawski. Quá trình này mất hơn tám tháng để hoàn thành. Mục đích là để chỉnh sửa một tác phẩm miêu tả chân thực đến tàn bạo về sự thật của chiến tranh, sử dụng một cách tối thiểu các hiệu ứng đặc biệt hoặc kỹ thuật công nghệ. Innis nói rằng họ "thực sự muốn bộ phim giữ được chất lượng của phim tài liệu 'newsreel'... Quá nhiều hiệu ứng hình ảnh sẽ làm mất tập trung. Đường hướng để biên tập bộ phim này là tiết chế".
Biên tập tại chỗ đã làm phát sinh thêm những vấn đề phức tạp trong quá trình hậu kỳ. Nhà sản xuất không muốn mạo hiểm gửi cuộn phim chưa được chỉnh sửa qua các sân bay an ninh cao, nơi có thể mở hộp chứa phim, chụp X-quang hoặc gây hư hỏng. Theo đó, một trợ lý sản xuất cầm tay cuộn phim và bay từ Amman đến Luân Đôn. Sau khi phim Super 16mm được chuyển sang DVcam tại một phòng thí nghiệm ở Luân Đôn, các đoạn phim video thô đã được vận chuyển bằng máy bay trở lại Trung Đông để đưa vào hệ thống chỉnh sửa. Toàn bộ cuộc hành trình sẽ kéo dài từ ba ngày đến một tuần và được Innis mô tả là "tương đương với việc vận chuyển bằng xe lừa trong thời hiện đại". Kinh phí sản xuất ít ỏi và thiếu cơ sở hạ tầng điện ảnh trong khu vực đã cản trở quá trình này, theo Innis. "Chúng tôi đang làm việc với phim Super 16mm sần sùi, được chỉnh sửa ở độ sắc nét tiêu chuẩn. Chúng tôi đã thử tải xuống FTP, nhưng lúc đó, các cơ sở ở Jordan đơn giản là không thể xử lý được vấn đề này." Nhà sản xuất Tony Mark sau đó đã thương lượng về việc sử dụng đài phát thanh địa phương vào ban đêm để nhận các clip QuickTime chất lượng thấp qua Internet để đoàn làm phim có định hướng khi quay.

## Phát hành

### Những buổi chiếu tại liên hoan
The Hurt Locker đã được ra mắt lần đầu trên thế giới tại Liên hoan phim Venezia vào ngày 4 tháng 9 năm 2008, và bộ phim đã nhận được sự hoan nghênh nhiệt liệt trong 10 phút khi kết thúc buổi chiếu. Tại liên hoan phim, tác phẩm đã giành được giải thưởng SIGNIS, Arca Cinemagiovani Award (Giải Điện ảnh Trẻ Arca) cho "Phim hay nhất Venezia 65" (do ban giám khảo quốc tế trẻ tuổi bình chọn); Giải thưởng Mạng lưới Điện ảnh Nhân quyền; cùng Giải thưởng Điện ảnh Venezia, hay còn gọi là "Navicella". Phim cũng được trình chiếu tại Liên hoan phim quốc tế Toronto thường niên lần thứ 33 vào ngày 8 tháng 9, nơi tác phẩm tạo ra "mối quan tâm sâu sắc", mặc dù các nhà phân phối đã miễn cưỡng mua nó vì các bộ phim trước đó về Chiến tranh Iraq đều có doanh thu phòng vé thấp. Summit Entertainment đã mua bản quyền của The Hurt Locker để phân phối tại Hoa Kỳ, tại nơi được coi là "bầu không khí bất kham để "kiếm ăn"."
Vào thời gian còn lại của năm 2008, The Hurt Locker được trình chiếu tại Liên hoan phim Zurich lần thứ 3, Liên hoan phim du Nouveau Cinéma lần thứ 37, Liên hoan phim Mar del Plata lần thứ 21, Liên hoan phim quốc tế Dubai lần thứ 5, cùng Liên hoan phim Tallinn Black Nights Nights lần thứ 12. Năm 2009, The Hurt Locker được chiếu tại Liên hoan phim Quốc tế Göteborg, Liên hoan Tuyển chọn Film Comment lần thứ 10, và Liên hoan phim South by Southwest. Đây là bộ phim đêm bế mạc tại Liên hoan phim Maryland 2009, với sự góp mặt của Bigelow. Phim đã có buổi chiếu trung tâm tại Liên hoan phim quốc tế AFI Dallas lần thứ 3, nơi đạo diễn Kathryn Bigelow nhận giải Ngôi sao Dallas. Những liên hoan khác trong năm 2009 bao gồm Liên hoan phim Quốc tế Đêm Nhân quyền, Liên hoan phim Quốc tế Seattle, cũng như Liên hoan phim Philadelphia.

### Phát hành tại rạp
The Hurt Locker lần đầu tiên được phát hành rộng rãi tại Ý bởi Warner Bros. vào ngày 10 tháng 10 năm 2008. Summit Entertainment đã chọn bộ phim để phân phối tại Hoa Kỳ với giá 1,5 triệu USD sau khi tác phẩm được trình chiếu tại Liên hoan phim quốc tế Toronto. The Hurt Locker được phát hành hạn chế tại Hoa Kỳ vào ngày 26 tháng 6 năm 2009, trình chiếu ở bốn rạp phim ở Los Angeles và Thành phố New York. Trong tuần đầu tiên công chiếu, bộ phim đã thu về 145.352 USD, trung bình 36.338 USD mỗi rạp. Cuối tuần sau, bắt đầu từ ngày 3 tháng 7, tác phẩm đã thu về 131.202 USD tại chín rạp chiếu phim, trung bình 14.578 đô la mỗi rạp. Phim có doanh thu trung bình trên mỗi rạp cao nhất so với bất kỳ bộ phim nào đang chiếu tại Hoa Kỳ trong hai tuần đầu tiên ra mắt, dần dần tiến vào bảng xếp hạng 20 với những tác phẩm thuộc hãng phim kinh phí lớn hơn, được phát hành rộng rãi hơn rất nhiều. Tác phẩm đứng ở vị trí thứ 13 hoặc 14 trên bảng xếp hạng doanh thu phòng vé trong bốn tuần nữa. Summit Entertainment đã đưa The Hurt Locker lên hơn 200 rạp vào ngày 24 tháng 7 năm 2009 và hơn 500 rạp vào ngày 31 tháng 7 năm 2009.
Tổng doanh thu cuối cùng của bộ phim là 17.017.811 USD ở Hoa Kỳ/Canada, và 32.212.961 USD ở các quốc gia khác, nâng tổng doanh số phòng vé trên toàn thế giới lên 49.230.772 USD. Đây có thể xem là một thành công phòng vé, so với ngân sách vỏn vẹn 15 triệu USD.
Tại Hoa Kỳ, The Hurt Locker là một trong năm tác phẩm đoạt Giải Oscar cho Phim hay nhất (The English Patient, Amadeus, Nghệ sĩ và Người đẹp và thủy quái là bốn phim còn lại) không bao giờ lọt vào top 5 phòng vé cuối tuần kể từ lần báo cáo đầu tiên vào năm 1982. Đây cũng là một trong hai tác phẩm đoạt giải Phim hay nhất được ghi nhận là chưa từng lọt vào top 10 phòng vé cuối tuần (Nghệ sĩ là tác phẩm thứ hai).
The Hurt Locker mở màn và đứng trong top 10 tại Vương quốc Anh tại 103 rạp chiếu phim, có doanh thu trung bình trên mỗi rạp cao thứ tư với con số 3,607 USD, đứng giữa Biệt đội chuột lang và Biệt đội G.I. Joe: Cuộc chiến Mãng xà về tổng doanh thu. Phim đã mang về nửa triệu USD trong tuần đầu công chiếu tại Vương quốc Anh từ ngày 28 tháng 8 đến ngày 30 tháng 8 năm 2009, và gom về hơn một triệu USD ở Anh, Nhật Bản, Tây Ban Nha và Pháp cho đến cuối tháng 3.

### Phân phối: Sự thiếu hụt bản sao phát hành phim
Theo một bài báo trên tờ State Journal-Register ở Springfield, Illinois, tính đến tháng 8 năm 2009, đã có sự thiếu hụt các bản sao phát hành của The Hurt Locker, cũng như các phim độc lập ăn khách khác như Food, Inc.. Những nhà phân phối đã nói với các chủ rạp rằng họ sẽ phải đợi vài tuần hoặc vài tháng sau ngày phát hành đầu tiên ở Hoa Kỳ, để có được một số bản sao sẵn có đã được phân phối. Một người mua phim cho một rạp chiếu cho biết: "Đôi khi các nhà phân phối đã vấp phải sai lầm. Họ đã đánh giá sai [phim] nên được mở rộng thế nào." Một giả thuyết cho rằng các phim độc lập gặp khó khăn trong việc tranh giành suất chiếu trong suốt mùa hè so với các phim bom tấn đình đám khác, chiếm tới một nửa số rạp chiếu ở bất kỳ thành phố nào. Các chủ rạp cũng phàn nàn về việc các nhà phân phối "Kết hợp quá nhiều bộ phim ở quá gần nhau". Người ta cũng cho rằng những nhà phân phối phim độc lập đang cố gắng giảm thiểu tổn thất trên các bản sao bằng cách tái sử dụng chúng. Do sự phổ biến của một số bộ phim "khó tìm", nên chiến lược này có thể khiến họ đánh mất đi doanh thu phòng vé đáng lẽ nhận được.

### Phương tiện tại gia
The Hurt Locker được phát hành dưới dạng DVD và Blu-ray ở Bắc Mỹ vào ngày 12 tháng 1 năm 2010. Chúng bao gồm phần bình luận âm thanh bổ sung của đạo diễn Kathryn Bigelow, nhà viết kịch bản Mark Boal, cùng với các thành viên khác của nhóm sản xuất; một thư viện hình ảnh của các đoạn phim được quay; và một đoạn phim dài 15 phút EPK nêu bật trải nghiệm quay phim ở Jordan cũng như như quá trình sản xuất bộ phim. DVD và Blu-ray của Vương quốc Anh không có lời bình.
Doanh số bán đĩa DVD tại Hoa Kỳ đã lên đến 30 triệu USD vào giữa tháng 8 năm 2010.

## Đón nhận

### Đánh giá chuyên môn
The Hurt Locker đã nhận được sự tán dương rộng rãi, trong đó diễn xuất của Renner nhận được nhiều lời khen ngợi từ các nhà phê bình. Rotten Tomatoes có tỉ lệ phê duyệt cho bộ phim là 97%, dựa trên 285 bài đánh giá, với điểm trung bình là 8,51/10. Đây là tác phẩm có tỷ suất người xem cao thứ hai trong năm 2009, sau Vút bay của Pixar. Các nhà chuyên môn đồng thuận rằng: "Với diễn xuất tuyệt vời, những cảnh quay mạnh mẽ, những pha hành động lấp đầy bộ phim chiến tranh sử thi, The Hurt Locker của Kathryn Bigelow cho đến nay vẫn là tác phẩm hay nhất trong số những kịch bản gần đây về đề tài Chiến tranh Iraq." Metacritic đã cho bộ phim điểm trung bình là 95/100, dựa trên 37 nhà phê bình, biểu thị "sự hoan nghênh rộng rãi".
Roger Ebert của tờ The Chicago Sun Times đánh giá đây là bộ phim xuất sắc nhất năm 2009, "The Hurt Locker là một bộ phim tuyệt vời, một bộ phim thông minh, một tác phẩm được quay rõ ràng để chúng ta biết chính xác mọi người là ai, họ ở đâu, họ là gì, đang làm gì và tại sao lại như vậy." Ông tán thưởng cách xây dựng hồi hộp, gọi bộ phim là một thứ "bùa chú". Ebert coi Renner là "ứng cử viên hàng đầu cho Giải thưởng Viện hàn lâm", viết rằng, "Màn thể hiện của anh ấy không được xây dựng dựa trên những bài phát biểu phức tạp mà dựa trên sự phóng chiếu trực quan, rằng người đàn ông này là ai và anh ta cảm thấy gì. Anh ta không phải là một người hùng theo nghĩa thông thường." Cuối cùng, ông xem nó là bộ phim hay thứ hai trong thập kỷ, chỉ sau Synecdoche, New York.
Richard Corliss của tạp chí Time cũng đánh giá cao diễn xuất của Renner, gọi đây là điểm sáng của bộ phim. Corliss viết rằng,
"Anh ấy bình thường, khuôn mặt béo lùn, ít nói và thoạt đầu dường như thiếu sức hút trên màn ảnh để đóng một bộ phim. Giả định đó biến mất sau vài phút, khi Renner từ từ bộc lộ sức mạnh, sự tự tin và khó đoán của một Russell Crowe trẻ tuổi. Sự hòa quyện giữa diễn viên và nhân vật là một trong những điều đặc biệt nhất để khiến bộ phim này được yêu thích... Thật kinh ngạc khi xem James hành động. Anh ấy có khiếu phân tích tuyệt vời, sự nhạy bén trong cách phân tích và chú ý đến từng chi tiết của một vận động viên vĩ đại hoặc một kẻ tâm thần bậc thầy, hoặc có thể là cả hai."
Corliss khen ngợi giọng điệu "điềm tĩnh cứng rắn" của bộ phim, phản ánh nhân vật chính của tác phẩm. Corliss tóm tắt, "The Hurt Locker là một bộ phim gần như hoàn hảo, kể về những người đàn ông trong chiến tranh, những người đang thực hiện sứ mệnh của mình. Thông qua hình ảnh rắn rỏi và đầy bạo lực, phim cố gắng chứng tỏ rằng ngay cả Địa ngục cũng cần đến anh hùng." A. O. Scott của The New York Times gọi The Hurt Locker là bộ phim hay nhất của Mỹ về cuộc chiến ở Iraq:
Bạn có thể thoát khỏi The Hurt Locker và run rẩy, phấn khích, kiệt sức, nhưng bạn cũng sẽ suy ngẫm... Bộ phim là một chuyến hành trình thú vị về mặt bản năng, thấm đẫm adrenaline, đầy hồi hộp và bất ngờ, đầy những vụ nổ và những cảnh chiến đấu khốc liệt, thổi bay một lỗ hổng trong giả định trịch thượng rằng những hiệu ứng như vậy chỉ là cảnh tượng vô nghĩa hoặc âm thanh vô hồn."
Scott nhận thấy rằng bộ phim dành những lời chỉ trích về cuộc chiến nhưng lại viết về cách đạo diễn xử lý các giới hạn của bộ phim, "Bà Bigelow, thực hiện một loại chủ nghĩa hiện thực ngoa dụ, chắt lọc bản chất tâm lý và những biến chứng đạo đức của chiến tranh hiện đại thành một loạt phim rực rỡ, đau khổ được sắp đặt sẵn." Ông cũng hoan nghênh sự hội tụ của các nhân vật trong phim, nói rằng tác phẩm "tập trung vào ba người đàn ông có tính khí trái ngược nhau đã biến hành trình khám phá hiểm nguy và dũng cảm nhiều hồi này thành một câu chuyện mạch lạc và đầy thỏa mãn." Kenneth Turan của Los Angeles Times cho rằng màn trình diễn của Renner, Mackie và Geraghty sẽ nâng cao uy danh của họ lên đáng kể, và cho biết các nhân vật của họ bộc lộ "những khía cạnh không ngờ", chẳng hạn như nhân vật của Renner đùa giỡn với một cậu bé Iraq. Turan hoan nghênh kịch bản "gọn gàng và hấp dẫn" của Boal, đồng thời nói về lối chỉ đạo của Bigelow, "Bigelow cùng đội ngũ đã mang đến một sự dữ dội đáng kinh ngạc khi tái tạo lại cảm giác rối trí trong lúc gỡ bom ở một bầu không khí xa lạ, khó hiểu về văn hóa."

Guy Westwell của Sight & Sound nhận định rằng nhà quay phim Barry Ackroyd đã cung cấp "tầm nhìn bao quát sắc nét" và thiết kế âm thanh của Paul N.J. Ottosson "sử dụng tiếng chuông ù tai khó có thể cảm nhận được để tô đậm sự căng thẳng." Westwell khen ngợi kỹ năng của đạo diễn:
"Việc lập sơ đồ cẩn thận về sự khác biệt tinh tế giữa từng quả bom, cách tận dụng quan điểm... và sự vơi đi dần của các phân cảnh hành động chính... đã tạo cho bộ phim một chất lượng đặc biệt mà chỉ có thể nhờ sự chỉ đạo thông minh và tự tin của Bigelow."
Nhà phê bình lưu ý sự khác biệt của bộ phim về Chiến tranh Iraq, viết rằng "nó đối mặt với thực tế là đàn ông thường rất thích nhảy vô cuộc chiến." Ông kết luận,
"Tác phẩm kỷ niệm không biện giải này về ham muốn chiến tranh được thúc đẩy bởi testosterone có thể làm khó chịu. Tuy nhiên, có điều gì đó độc đáo và đặc biệt về việc bộ phim sẵn sàng thừa nhận rằng đối với một số người đàn ông (và nhiều khán giả), chiến tranh khơi dậy xúc cảm ở sâu bên trong con người."
Amy Taubin của Film Comment đã mô tả The Hurt Locker là "một bộ phim chiến tranh theo chủ nghĩa cấu trúc" và "một trải nghiệm lo lắng cao độ từ đầu đến cuối hoàn toàn nhập tâm". Taubin khen ngợi tác phẩm điện ảnh "xuất sắc" của Ackroyd theo nhiều khía cạnh. Bà nói về quá trình biên tập của bộ phim, "Công việc biên tập của Bob Murawski và Chris Innis đều nhanh chóng và bực bội y như nhau; những thay đổi quan điểm nhanh chóng khi họ cắt từ tầm nhìn của ống kính máy ảnh này sang máy ảnh khác khiến bạn cảm thấy như thể bạn, giống như các nhân vật, đang bị đe dọa từ tất cả các bên."
Joe Morgenstern của The Wall Street Journal gọi tác phẩm là "Một bộ phim hành động giật gân hạng nhất, một sự gợi lại sống động về chiến tranh đô thị ở Iraq, một cuộc nghiên cứu sâu sắc về chủ nghĩa anh hùng và là nơi phơi bày sự khắc khổ, lối viết ngắn gọn và bộ ba diễn xuất tuyệt vời." Nhà phê bình Peter Howell của tờ Toronto Star nói, "Ngay khi bạn nghĩ rằng trận chiến trong các bộ phim chính kịch về chiến tranh Iraq đã được châm ngòi và thất bại, thì sẽ xuất hiện một cuộc chiến khác được yêu cầu để chiêm ngưỡng... Nếu bạn có thể ngồi xem The Hurt Locker mà thiếu đi trái tim gần như đập thình thịch qua lồng ngực, thì bạn phải được làm bằng đá granit." Nhà phê bình phim Lisa Schwarzbaum của Entertainment Weekly đã xếp hạng "A" hiếm hoi cho bộ phim, gọi nó là "một bức tranh về chiến tranh dữ dội, đầy hành động, một bộ phim nổi bật vì sự rắn rỏi và hiệu quả, đồng thời truyền tải cảm giác chiến đấu từ bên trong cũng như trên mặt đất. Đây không phải là trò chơi video về chiến tranh."
Derek Elley của Variety nhận thấy The Hurt Locker "hấp dẫn" như một bộ phim giật gân nhưng cảm thấy rằng phim đã yếu đi bởi "tâm lý mờ nhạt (và ít tính nguyên bản)." Elley viết rằng không rõ bộ phim nằm ở chỗ nào: "Những người này chỉ dựa vào bản năng và lòng can đảm lỗi thời hơn là những món vũ khí ẻo lả — nhưng đó cũng không chỉ đơn thuần là một tác phẩm chính kịch về đàn ông trong tình huống căng thẳng." Nhà phê bình cũng cảm thấy rằng kịch bản có "dấu hiệu căng thẳng một cách giả tạo về chiều sâu nhân vật." Anne Thompson, cũng là cây bút của Variety, tin rằng The Hurt Locker là một ứng cử viên cho hạng mục Phim hay nhất, đặc biệt là dựa trên đề tài độc đáo do một nữ đạo diễn theo đuổi, đồng thời cũng là một ngoại lệ so với các bộ phim đã thất bại trong việc khắc họa Chiến tranh Iraq.

Tara McKelvey từ The American Prospect viết rằng bộ phim đã ủng hộ Hoa Kỳ, mặc dù bộ phim cho thấy rằng nó là một tác phẩm phản chiến với tuyên bố mở đầu: "Chiến tranh là thuốc phiện." Cô tiếp tục khi nói,
Bạn cảm thấy đồng cảm với những người lính khi họ nổ súng. Và theo cách này, toàn bộ tác động của cuộc chiến tranh Iraq - ít nhất là khi nó diễn ra vào năm 2004 - trở nên rõ ràng: lính Mỹ bắn vào thường dân Iraq ngay cả khi họ tình cờ cầm điện thoại và đứng gần một IED." Cô kết luận, "Đối với tất cả các hình ảnh bạo lực, những vụ nổ đẫm máu và, theo nghĩa đen, việc giết người được thể hiện trong phim, The Hurt Locker là một trong những phương tiện tuyển mộ hiệu quả nhất cho Lục quân Hoa Kỳ mà tôi từng thấy."
Theo Los Angeles Times, The Hurt Locker thể hiện tốt hơn hầu hết các bộ phim chính kịch gần đây về xung đột Trung Đông. Tác phẩm vượt trội hơn tất cả các phim về chủ đề chiến tranh Iraq khác như In the Valley of Elah (2007), Stop-Loss (2008) và Afghanistan so với Lions for Lambs (2007).
John Pilger, nhà báo và nhà tư liệu, đã chỉ trích bộ phim trên tờ New Statesman, viết rằng tác phẩm "mang đến cảm giác hồi hộp gián tiếp thông qua một vấn đề tâm lý tiêu chuẩn về bạo lực ở đất nước khác, nơi cái chết của một triệu người được đưa vào nền điện ảnh bị quên lãng."
Năm 2010, Liên minh Điện ảnh & Truyền hình Độc lập đã chọn tác phẩm là một trong 30 Bộ phim Độc lập Quan trọng nhất trong 30 năm qua.
The Hurt Locker được vinh danh là đứng thứ 10 trong danh sách "Phim hay nhất của thế kỷ 21 cho đến nay" năm 2017 của A. O. Scott và Manohla Dargis, những nhà phê bình điện ảnh của The New York Times.

### Danh sách top 10
The Hurt Locker nằm trong nhiều danh sách top 10 tác phẩm xuất sắc của nhiều nhà phê bình.
- Hạng 1 – David Ansen, Newsweek
- Hạng 1 – J. Hoberman, The Village Voice
- Hạng 1 – Kenneth Turan, Los Angeles Times
- Hạng 1 – Claudia Puig, USA Today
- Hạng 1 – Lisa Schwarzbaum, Entertainment Weekly
- Hạng 1 – Peter Hartlaub, San Francisco Chronicle
- Hạng 1 – Ella Taylor, L.A. Weekly
- Hạng 1 – Roger Ebert, Chicago Sun-Times
- Hạng 1 – Mike Scott, The Times-Picayune
- Hạng 1 – Elizabeth Weitzman, New York Daily News
- Hạng 1 – Joe Morgenstern, The Wall Street Journal
- Hạng 1 – Andrea Gronvall, Chicago Reader
- Hạng 1 – David Germain, Associated Press[66]
- Hạng 1 – David Denby, The New Yorker
- Hạng 1 – Bob Mondello, NPR
- Hạng 2 – A.O. Scott, The New York Times
- Hạng 2 – Mick LaSalle, San Francisco Chronicle
- Hạng 2 – Tasha Robinson, The A.V. Club
- Hạng 2 – Michael Sragow, Baltimore Sun
- Hạng 2 – Rene Rodriguez, Miami Herald
- Hạng 2 – Joe Neumaier, New York Daily News
- Hạng 2 – J.R. Jones, Chicago Reader
- Hạng 2 – Michael Rechtshaffen, Ray Bennett, & Frank Scheck, The Hollywood Reporter
- Hạng 3 – Betsy Sharkey, Los Angeles Times
- Hạng 3 – Christy Lemire, Associated Press[67]
- Hạng 3 – V.A. Musetto, New York Post
- Hạng 3 – David Fear, Time Out New York
- Hạng 3 – Richard Roeper[68]
- Hạng 3 – Stephen Farber, The Hollywood Reporter
- Hạng 3 – Scott Foundas, L.A. Weekly
- Hạng 4 – Richard Corliss, Time
- Hạng 4 – Ty Burr, Boston Globe
- Hạng 4 – Carrie Rickey, Philadelphia Inquirer
- Hạng 4 – Liam Lacey, The Globe and Mail
- Hạng 4 – Kirk Honeycutt, The Hollywood Reporter
- Hạng 5 – Nathan Rabin, The A.V. Club
- Hạng 5 – James Berardinelli, Reelviews
- Hạng 5 – Michael Phillips, Chicago Tribune
- Hạng 5 – Joshua Rothkopf, Time Out New York
- Hạng 5 – Marjorie Baumgarten, Austin Chronicle
- Hạng 5 – Joe Williams, St. Louis Post-Dispatch
- Hạng 6 – Stephen Holden, The New York Times
- Hạng 6 – Steven Rea, Philadelphia Inquirer
- Hạng 7 – Ty Burr, Boston Globe
- Hạng 7 – Marc Savlov, Austin Chronicle
- Hạng 9 – Kimberly Jones, Austin Chronicle
- Hạng 9 – Owen Gleiberman, Entertainment Weekly
- Hạng 10 – Keith Phipps & Scott Tobias, The A.V. Club
- Hạng 10 – David Edelstein, New York Magazine
- Top 10 (được liệt kê theo thứ tự bảng chữ cái) – Manohla Dargis, The New York Times
- Top 10 (được liệt kê theo thứ tự bảng chữ cái) – Bob Mondello, NPR
- Top 10 (được liệt kê theo thứ tự bảng chữ cái) – David Denby, The New Yorker
- Top 10 (được liệt kê theo thứ tự bảng chữ cái) – Dana Stevens, Slate

### Phản hồi từ các cựu binh
Bộ phim đã bị chỉ trích bởi một số cựu chiến binh Iraq và các phóng viên theo lính tại chiến trường về việc miêu tả không chính xác các điều kiện thời chiến. Khi viết cho The Huffington Post, cựu binh Iraq Kate Hoit nói rằng The Hurt Locker là "phiên bản của Hollywood về chiến tranh Iraq, về những người lính chiến đấu trong lòng cuộc chiến, và phiên bản của họ là không chính xác." Cô mô tả rằng tác phẩm chính xác hơn các bộ phim chiến tranh khác được phát hành gần đây, nhưng bày tỏ lo ngại rằng một số lỗi – trong số đó là quân phục sai, thiếu liên lạc vô tuyến hoặc hành vi sai trái của binh lính – sẽ ngăn cản các thành viên thưởng thức tác phẩm.
Tác giả Brandon Friedman, cũng là một cựu chiến binh từng chiến đấu ở Iraq và Afghanistan, cũng chia sẻ quan điểm tương tự tại VetVoice: "The Hurt Locker là một bộ phim hành động căng thẳng, được dàn dựng tốt và chắc chắn sẽ khiến hầu hết người xem phải ngồi ngoài rìa ghế. Nhưng nếu bạn biết bất cứ điều gì về Lục quân, về những hoạt động hoặc cuộc sống tại Iraq, bạn sẽ bị phân tâm bởi các cảnh quay và những plot twist vô nghĩa đến mức nó sẽ phá hỏng bộ phim đối với bạn. Điều đó chắc chắn đã làm đối với tôi." Friedman chỉ trích sự thiếu chính xác trong cách thể hiện chiến đấu của bộ phim, nói rằng "trong đời thực, kỹ thuật EOD không thực hiện các nhiệm vụ nguy hiểm với tư cách là những đội có ba người tự lực cánh sinh mà không có thiết bị liên lạc... Một điều khác bạn sẽ hiếm khi nghe thấy trong chiến đấu là EOD E -7 đề nghị với hai hoặc ba người của anh ấy rằng họ phải rời khỏi hiện trường vụ nổ ở một thành phố của Iraq bằng cách nói: 'Nào, chúng ta hãy chia ra. Chúng ta có thể đến nhiều nơi hơn theo cách đó."
Tại blog Army of Dude, người lính bộ binh kiêm cựu chiến binh Iraq Alex Horton lưu ý rằng "cách mà nhóm thực hiện nhiệm vụ của họ là hoàn toàn vô lý." Nói chung, anh vẫn thích tác phẩm và gọi nó là "bộ phim Iraq hay nhất cho đến nay".
Troy Steward, một cựu binh khác, viết trên blog Bouhammer rằng trong khi bộ phim mô tả chính xác quy mô của bạo lực bom đạn, cũng như mối quan hệ giữa người Iraq và quân đội, "mọi thứ khác đều không thực tế." Steward tiếp tục nói: "Tôi rất ngạc nhiên khi một bộ phim quá tệ hại lại có thể nhận được bất kỳ lời khen ngợi nào từ bất kỳ ai."
Một bài đánh giá xuất bản ngày 8 tháng 3 năm 2010 trên Thời báo Không quân đã trích dẫn những đánh giá tiêu cực tổng thể từ các chuyên gia bom ở Iraq thuộc Lữ đoàn 4, Sư đoàn Thiết giáp 1, trích dẫn lời một trưởng nhóm xử lý bom, người đã gọi bộ phim là miêu tả của một chuyên gia về bom "quá phóng đại và không phù hợp", mô tả nhân vật chính là "kiểu như cao bồi chỉ chạy và cầm súng nhiều hơn... chính xác là kiểu người mà chúng tôi không tìm kiếm." Một thành viên khác trong đội xử lý bom nói rằng "sự vênh vang của nhân vật chính sẽ khiến cả đội gặp nguy hiểm. Những trưởng nhóm của chúng tôi không có phức cảm bất khả chiến bại như vậy và nếu có, họ không được phép hoạt động. Trưởng nhóm của chúng tôi đầu tiên là phải ưu tiên đưa đồng đội của anh ấy trở về nhà một cách nguyên vẹn."
Về phía phóng viên đi theo, cựu phóng viên của The Politico và Military Times, Christian Lowe (người gắn bó với các đơn vị quân đội Mỹ mỗi năm từ 2002 đến 2005) trên DefenseTech giải thích: "Một số cảnh không kết nối với thực tế đến mức gần như là nhại lại."
Cựu sĩ quan xử lý bom người Anh Guy Marot cho biết, "James khiến chúng tôi giống như những tên nghiện adrenaline nóng nảy, vô lý và không có khả năng kiềm chế. Điều đó vô cùng thiếu tôn trọng đối với nhiều sĩ quan đã khuất."
Mặt khác, Henry Engelhardt, một phụ tá của Hiệp hội Xử lý Vật liệu Chất nổ Quốc gia có kinh nghiệm hai mươi năm trong việc rà phá bom mìn, khen ngợi bầu không khí của bộ phim và mô tả những khó khăn của công việc, nói rằng, "Tất nhiên, không có bộ phim nào là chân thật nhất về tất cả những chi tiết mà nó khắc họa, nhưng những điều quan trọng đã được thực hiện rất tốt."

## Kiện tụng

### Vụ kiện của Sarver
Vào đầu tháng 3 năm 2010, Trung sĩ Jeffrey Sarver, chuyên gia xử lý bom của Lục quân Hoa Kỳ đã đệ đơn kiện The Hurt Locker hàng triệu USD. Nội dung đơn kiện của Sarver tuyên bố rằng anh ta đã sử dụng thuật ngữ "hurt locker" và cụm từ "chiến tranh là thuốc phiện" với Boal, rằng hình ảnh của anh được sử dụng để tạo ra nhân vật William James, và hình ảnh của James đã phỉ báng Sarver. Sarver cho biết anh ấy cảm thấy "một chút tổn thương, một chút bị bỏ rơi" và bị lừa không được "tham gia tài chính" vào bộ phim. Sarver tuyên bố rằng từ tiêu đề của tác phẩm bắt nguồn từ anh; tuy nhiên, theo trang web của The Hurt Locker, tiêu đề là một cách nói thông tục đã có từ nhiều thập kỷ về việc bị thương, như trong "they sent him to the hurt locker" (họ đã làm anh ấy lâm vào tình thế gây tổn thương). Nó có từ thời Chiến tranh Việt Nam, nơi nó là một trong những cụm từ có nghĩa là "đang gặp khó khăn hoặc gặp bất lợi; trong tình trạng tồi tệ." Boal đã bảo vệ mình trước báo giới bằng cách nói rằng "bộ phim là một tác phẩm hư cấu lấy cảm hứng từ câu chuyện của nhiều người." Nhà báo nói rằng ông đã nói chuyện với hơn 100 binh lính trong quá trình nghiên cứu. Jody Simon, một luật sư giải trí có trụ sở tại Los Angeles, lưu ý rằng "binh lính không có quyền riêng tư", và khi quân đội cho Boal gia nhập, họ đã cho anh toàn quyền sử dụng lại những gì mà anh quan sát nếu thấy phù hợp. Summit Entertainment, nhà sản xuất của bộ phim, cho biết vào đầu tháng 3 rằng họ hy vọng có một giải pháp nhanh chóng cho vụ kiện. Vào ngày 8 tháng 12 năm 2011, tạp chí The Hollywood Reporter, đã thông báo rằng vụ kiện của Trung sĩ Sarver đã bị tòa án bác bỏ, và một thẩm phán liên bang đã yêu cầu anh ta phải trả hơn 180.000 USD phí luật sư.

### Vụ kiện vi phạm bản quyền
Vào ngày 12 tháng 5 năm 2010, Voltage Pictures, công ty sản xuất đứng sau The Hurt Locker, thông báo rằng họ sẽ cố gắng khởi kiện "hàng chục nghìn" người dùng máy tính trực tuyến đã tải xuống các bản sao không giấy phép của bộ phim bằng mạng BitTorrent và P2P. Đây sẽ là vụ kiện lớn nhất thuộc dạng này. Vào ngày 28 tháng 5 năm 2010, công ty đã đệ đơn khiếu nại chống lại 5.000 người dùng BitTorrent không xác định tại Tòa án Quận Hoa Kỳ đại diện cho Quận Columbia; Voltage thông báo ý định yêu cầu mỗi bị đơn nộp 1.500 USD để trả tự do cho họ khỏi vụ kiện. Tuy nhiên, một số người đã từ chối giải quyết với hãng phim. Nhóm Bản quyền Hoa Kỳ (USCG) kể từ đó đã bãi bỏ tất cả các vụ kiện đối với những người bị cáo buộc tải xuống The Hurt Locker.
Vào ngày 29 tháng 8 năm 2011, Tòa án Liên bang Canada đã yêu cầu ba nhà cung cấp dịch vụ Internet của Canada - Bell Canada, Cogeco và Vidéotron - tiết lộ tên và địa chỉ của những người đăng ký có địa chỉ IP bị nghi ngờ là đã tải xuống bản sao của bộ phim. Những nhà cung cấp đã có hai tuần để thực thi mệnh lệnh.

## Giải thưởng và đề cử
Khởi đầu với buổi chiếu đầu tiên tại Liên hoan phim Quốc tế Venezia 2008, The Hurt Locker đã giành được nhiều giải thưởng và danh hiệu. Tác phẩm cũng được cho vào trong danh sách top 10 của các nhà phê bình phim, nhiều hơn bất kỳ bộ phim nào khác của năm 2009. The Hurt Locker được xướng tên tại Lễ trao giải Oscar lần thứ 82 với chín đề cử và giành chiến thắng ở sáu hạng mục: Phim hay nhất, Đạo diễn xuất sắc nhất, Kịch bản gốc xuất sắc nhất, Biên tập âm thanh xuất sắc nhất cùng Dựng phim xuất sắc nhất. Tác phẩm đã để thua Crazy Heart ở hạng mục Nam diễn viên chính xuất sắc nhất, tuột mất giải Nhạc phim hay nhất vào tay Vút bay và Quay phim xuất sắc nhất cho Avatar. Bigelow trở thành người phụ nữ đầu tiên và duy nhất cho đến nay giành được giải Oscar cho Đạo diễn xuất sắc nhất.
Kathryn Bigelow đã được trao Giải Hiệp hội Đạo diễn Màn ảnh Hoa Kỳ cho Thành tựu xuất sắc trong lĩnh vực Phim truyện cho The Hurt Locker; đây cũng là tác phẩm đầu tiên, và cho đến nay, là lần duy nhất một nữ đạo diễn giành chiến thắng. Phim đã đem về sáu tượng vàng tại Giải BAFTA được tổ chức vào ngày 21 tháng 2 năm 2010, bao gồm Phim hay nhất và Đạo diễn xuất sắc nhất cho Bigelow. Ngoài ra, The Hurt Locker cũng được đề cử ba Giải Quả cầu vàng.
Giải Đạo diễn xuất sắc nhất của Hiệp hội phê bình phim khu vực Washington D.C. đã được trao cho Kathryn Bigelow, đây là lần đầu tiên niềm vinh dự này đến với một phụ nữ. Bộ phim đã thâu tóm hầu hết các giải thưởng của nhiều nhóm phê bình cho hạng mục Đạo diễn xuất sắc nhất và Phim hay nhất, bao gồm những hiệp hội các nhà phê bình phim thuộc Chicago, Boston và Las Vegas, Los Angeles, New York. The Hurt Locker là một trong năm bộ phim đã giành được cả ba giải thưởng lớn của nhóm phê bình Hoa Kỳ (LA, NY, NSFC), cùng với Goodfellas, Bản danh sách của Schindler, L.A. Confidential và The Social Network.
Một kỷ lục đã được thiết lập khi năm giải thưởng từ Hội phê bình phim Boston trao cho The Hurt Locker, qua đó trở thành bộ phim duy nhất làm được điều này trong lịch sử 30 năm của hội.
Vào tháng 2 năm 2010, nhà sản xuất của bộ phim, Nicolas Chartier đã gửi email cho một nhóm người bình chọn Giải thưởng Viện hàn lâm để cố gắng vận động họ bỏ phiếu cho The Hurt Locker thay vì "một bộ phim 500 triệu USD" (ám chỉ Avatar) cho giải Phim hay nhất. Sau đó, ông đã đưa ra một lời xin lỗi công khai, nói rằng việc thừa nhận này là "sai trái và không đúng với tinh thần tôn vinh điện ảnh". Viện Hàn lâm đã cấm ông tham dự lễ trao giải; đây là lần đầu tiên Viện cấm một cá nhân được đề cử.